# Ardbeg Point
Ardbeg Point är en udde i Storbritannien.   Den ligger i riksdelen Skottland, i den nordvästra delen av landet, 600 km nordväst om huvudstaden London.
Terrängen inåt land är kuperad norrut, men söderut är den platt. Havet är nära Ardbeg Point åt sydost.